# Séverin-Mars
Pour les articles homonymes, voir Séverin et Mars.
Armand Jean Malafayde dit Séverin-Mars, né le 21 février 1873 à Bordeaux (Gironde) et mort le 17 juillet 1921 à Septeuil (Yvelines), est un acteur, réalisateur et scénariste français.

## Biographie
D'origine modeste (son père était cocher et son grand-père tailleur de pierre), on ne sait rien de sa formation ni de son parcours artistique avant 1895, année au cours de laquelle il apparaît dans la presse théâtrale à la fois sous son véritable nom en tant qu'auteur dramatique et sous le pseudonyme de Séverin-Mars en tant qu'acteur.
Il s'éloignera progressivement des scènes de théâtre au profit des plateaux de cinéma à partir de 1910, année où il obtient un rôle dans  Le Crime du grand-père, un film de Léonce Perret co-réalisé avec Jacques Roullet, un auteur dramatique qu'il connaissait pour avoir joué précédemment dans certaines de ses pièces.
Séverin-Mars venait à peine de terminer le tournage de son film Le Cœur magnifique lorsqu'il meurt d'une crise cardiaque à l'âge de 48 ans. Marié à la comédienne Amélie Delestre depuis janvier 1913, il est inhumé dans le cimetière de Courgent où il possédait une maison de campagne.

## Carrière au théâtre
comme auteur et comédien
- 1898 : Lui, au Folies Belleville, avec Gustave Damien et les artistes de l’Eldorado et du Grand-Guignol
- 1896 : Mineur et soldat, drame en 1 acte avec Tola Dorian, au Théâtre-Libre (16 mars) : Étienne Faurain
- 1898 : Le Marchand de désespoirs, drame en 1 acte et 2 tableaux, au théâtre du Grand-Guignol (avril) : Jean-Benoît Hilare.
- 1905 : Le Marchand d'Amour, avec Camille Clermont, aux Mathurins (2 mars) : Rénal[3]
- 1905 : Les Rois américains, pièce en 4 actes avec Camille Clermont, au théâtre du Vaudeville (14 juin) : Chiking[4].

comme comédien
- 1895 : Elen, drame en 3 actes d'Auguste Villiers de l'Isle-Adam, mise en scène d'André Antoine, au Théâtre des Menus-Plaisirs (14 février) : Goetz
- 1900 : La Main, pantomime d'Henri Berény : le cambrioleur[5]
- 1900 :  L'Homme aux Poupées :  Lui[5]
- 1908 : L'Agence Legris, drame en 6 actes de Jacques Roullet, au théâtre de l'Ambigu (16 octobre) : Legris
- 1909 : Les Possédés, pièce en 3 actes d'Henri-René Lenormand, mise en scène d'Arsène Durec, au théâtre des Arts (9 avril) : Adrar [6]
- 1911 : L'Oiseau bleu, pièce en 6 actes et 12 tableaux de Maurice Maeterlinck, mise en scène de Firmin Gémier, au théâtre Réjane (2 mars) : le Chien [6]
- 1911 : L'Apôtre, tragédie moderne en 3 actes de Paul-Hyacinthe Loyson, au théâtre de l'Odéon (3 mai) : Arnaut [7],[6]

## Carrière au cinéma
comme acteur
- 1910 : Le Crime du grand-père, court-métrage de Léonce Perret et Jacques Roullet : le garçon-livreur
- 1913 : Soupçon affreux avec Germaine Dermoz[8]
- 1913 : Le Duel du fou d'Henri Fescourt : le maître d'armes
- 1915 : Macbeth [réalisateur anonyme] : Macbeth
- 1917 : La Dixième Symphonie d'Abel Gance : Damor
- 1918 : L'Habit de Béranger de Maurice Mariaud
- 1918 : Trois familles d'Alexandre Devarennes
- 1919 : J'accuse, film en 3 époques d'Abel Gance : François Laurin
- 1919 : Haceldama ou le Prix du sang de Julien Duvivier : Landry Smith
- 1919 : Jacques Landauze d'André Hugon : Jacques Landauze
- 1919 : La Nuit du 11 septembre de Dominique Bernard-Deschamps : Jean Malory
- 1921 : L'Agonie des aigles de Dominique Bernard-Deschamps et Julien Duvivier (diffusé en deux époques : Le Roi de Rome et Les Demi-soldes) : Napoléon / [9] le colonel de Montander
- 1923 : La Roue, film en 1 prologue et 4 époques d'Abel Gance : le chef-mécanicien Sisif [10]

comme acteur, réalisateur et scénariste
- 1921 : Le Cœur magnifique, film en 2 époques de Séverin-Mars et Jean Legrand : le marquis Horoga.

## Distinctions
- Officier d'Académie (arrêté du ministre de l'Instruction publique et des Beaux-Arts du 15 novembre 1913)[11].

## Iconographie
- Séverin-Mars, buste en bronze réalisé par Aimée Bianchi, inauguré le 18 octobre 1922 dans la salle de projection du Gaumont-Palace[12]. Localisation actuelle inconnue.